# 2e régiment de grenadiers de la Garde « empereur François »
Pour les articles homonymes, voir 2e régiment.
Le 2e régiment de grenadiers de la Garde « empereur François » (Kaiser Franz Garde-Grenadier-Regiment Nr. 2) est une unité militaire de l'armée prussienne fondée le 14 octobre 1814, casernée à Berlin, qui a reçu le 18 février 1820 le rang de garde et qui fut dissoute en 1919.
L'unité a reçu le nom de l'empereur d'Autriche François Ier.

## Commandants
| Grade                       | Nom                                          | Date                                                          |
| --------------------------- | -------------------------------------------- | ------------------------------------------------------------- |
| Oberstleutnant/Oberst       | Ernst von Klüx (de)                          | 14 octobre 1814 au 5 février 1818                             |
| Major/Oberstleutnant/Oberst | Konstantin von Witzleben (de)                | 27 août 1818 au 29 mars 1836                                  |
| Oberst                      | Johann von Hochstetter (de)                  | 30 mars au 16 octobre 1836 (chargé de la direction)           |
| Oberst                      | Johann von Hochstetter                       | 17 octobre 1836 au 8 février 1840                             |
| Oberstleutnant              | Ferdinand von Hirschfeld                     | 30 mars au 9 septembre 1840 (chargé de la direction)          |
| Oberstleutnant/Oberst       | Ferdinand von Hirschfeld                     | 10 septembre 1840 au 30 mars 1846                             |
| Oberstleutnant              | Eberhard Herwarth von Bittenfeld             | 31 mars 1846 au 26 mars 1847 (chargé de la direction)         |
| Oberstleutnant              | Eduard d'Artois von Bequignolles (de)        | 27 mars au 22 septembre 1847 (chargé de la direction)         |
| Oberst                      | Eduard d'Artois von Bequignolles             | 23 septembre 1847 au 2 octobre 1850                           |
| Oberst                      | Eduard von Schlichting                       | 3 octobre 1850 au 14 avril 1852                               |
| Oberst                      | Wolf Benno von Schlegel (de)                 | 15 avril 1852 au 26 avril 1854                                |
| Oberstleutnant/Oberst       | Hermann von Walther und Croneck (de)         | 27 avril 1854 au 6 janvier 1858                               |
| Oberstleutnant/Oberst       | Hermann von Plessen                          | 7 janvier 1858 au 22 août 1860                                |
| Oberst                      | Adolf von Rosenberg-Gruszczynski (de)        | 23 août 1860 au 8 janvier 1864                                |
| Oberst                      | Gustav von Fabeck                            | 9 janvier 1864 au 29 octobre 1866                             |
| Oberstleutnant/Oberst       | Viktor von Roeder                            | 30 octobre 1866 au 17 mai 1867 (chargé de la direction)       |
| Oberst                      | Alexander von Medem                          | 18 mai 1867 au 15 juillet 1870                                |
| Oberstleutnant              | Barnim von Zeuner                            | 16 au 17 juillet 1870                                         |
| Oberstleutnant              | Oktavio von Boehn                            | 18 juillet au 10 décembre 1870 (chargé de la direction)       |
| Oberstleutnant              | Oskar Bogun von Wangenheim (de)              | 11 décembre 1870 au 16 juin 1871 (chargé de la direction)     |
| Oberstleutnant/Oberst       | Oskar Bogun von Wangenheim                   | 17 juin 1871 au 27 octobre 1875                               |
| Oberstleutnant              | Gustav von Arnim                             | 28 octobre 1875 au 19 septembre 1876 (chargé de la direction) |
| Oberst                      | Gustav von Arnim                             | 20 septembre 1876 au 15 novembre 1882                         |
| Oberst                      | Karl von Hackewitz (de)                      | 16 novembre 1882 au 2 août 1887                               |
| Oberst                      | Bernard III de Saxe-Meiningen-Hildburghausen | 1er septembre 1887 au 31 mars 1889                            |
| Oberst                      | Viktor von Mikusch-Buchberg (de)             | 1er avril 1889 au 19 septembre 1890                           |
| Oberstleutnant              | Karl von Unruh                               | 20 septembre au 17 novembre 1890 (chargé de la direction)     |
| Oberst                      | Karl von Unruh                               | 18 novembre 1890 au 13 mai 1894                               |
| Oberstleutnant/Oberst       | Hippolyt von Buddenbrock-Hettersdorf (de)    | 14 mai 1894 au 1er novembre 1897                              |
| Oberst                      | Maximilian von Schwartzkoppen                | 2 novembre 1897 au 26 janvier 1900                            |
| Oberst                      | Reimar von Raven                             | 27 janvier 1900 au 17 avril 1903                              |
| Oberst                      | Ferdinand von Quast                          | 18 avril 1903 au 20 mai 1907                                  |
| Oberst                      | Burkhard von Esebeck (de)                    | 21 mai 1907 au 19 mars 1911                                   |
| Oberst                      | Joseph Raitz von Frentz                      | 20 mars 1911 au 21 mars 1914                                  |
| Oberst                      | Dietrich von Roeder                          | 22 mars 1914 au 22 février 1915                               |
| Oberst                      | Kurt von Lyncker (de)                        | 23 février au 3 juillet 1915                                  |
| Oberst                      | Friedrich von Krosigk (de)                   | 4 juillet 1915 au 12 décembre 1917                            |
| Oberstleutnant              | Martin Otto                                  | 13 décembre 1917 au 10 septembre 1919                         |